# Kunza
Kunza ist die ursprüngliche Sprache der Lickan Antai, einer indigenen Bevölkerungsgruppe in den andinen Oasen der Atacama-Wüste im Norden Chiles. Sie ist praktisch eine tote Sprache, die gegenwärtig nur noch in spezifischen rituellen Gesängen und Toponymen vorkommt.

## Geschichtliches

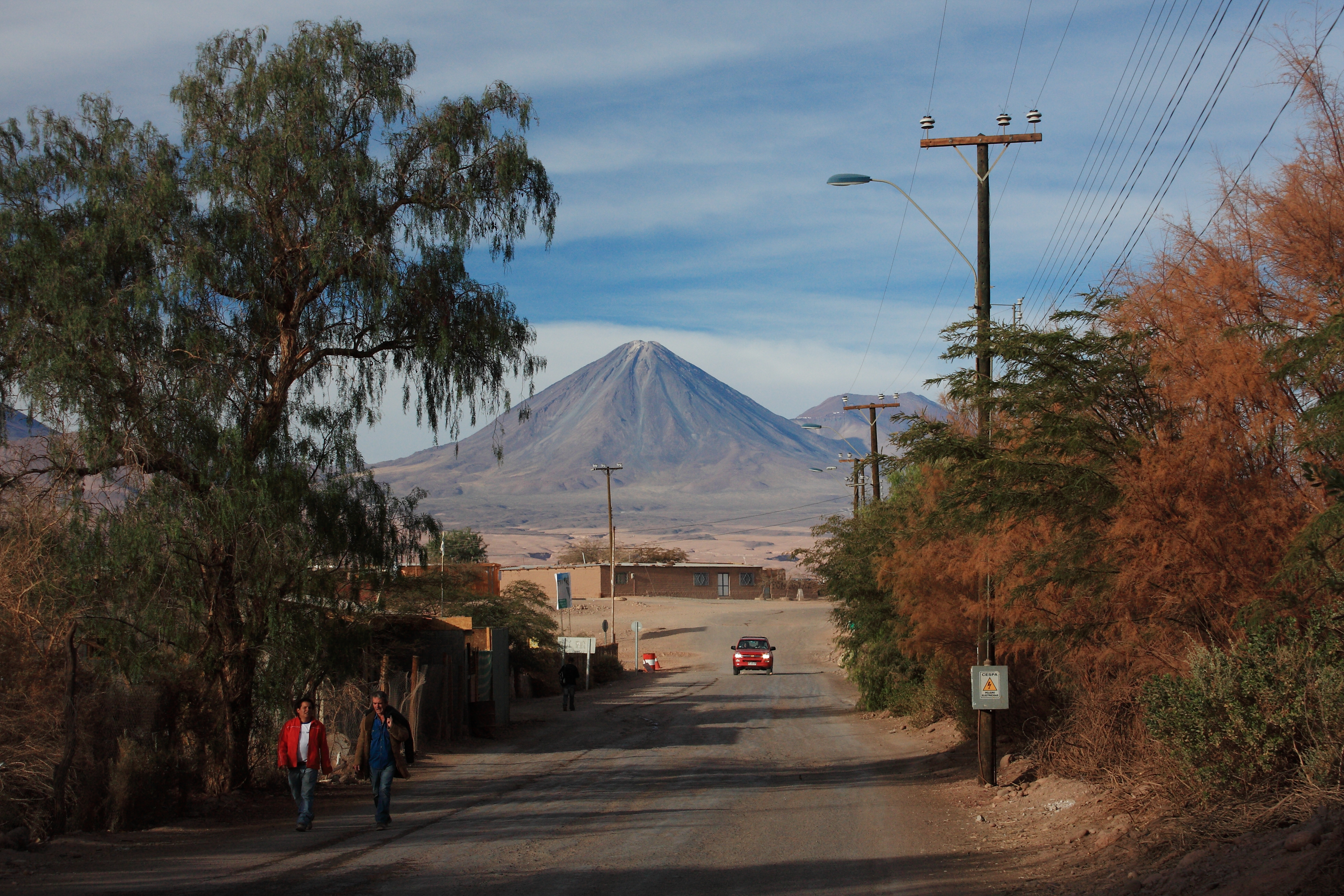
Der Vulkan Licancabur, der „Berg des Volkes“ aus dem Kunza Lickan’kaur (lickan=Volk, kaur=Berg), ist ein heiliger Berg der Lickan Antai, nach dem traditionell Straßen ausgerichtet sind, wie hier in San Pedro de Atacama.

Um die Mitte des 16. Jahrhunderts drangen die spanischen Konquistadoren in die Region um San Pedro de Atacama ein. Im 17. Jahrhundert wurde damit begonnen, die dortige indigene Bevölkerung zu hispanisieren, ein Prozess der sich mit der Zeit verstärkte. So wurde 1776 der Gebrauch des Kunza verboten und der Gebrauch des Spanischen wurde obligatorisch in Schulen und Gehöften. Zur Durchsetzung wurden drastische pekuniäre und körperliche Strafen verhängt. Gleichzeitig wurden diejenigen, die Spanisch lernten, von den Kolonialherren mit Vorteilen belohnt. Infolge wurde nicht nur die Sprache beseitigt, sondern es hatte auch Einfluss auf die Gebräuche der Lickan Antai und führte zu einem christlich-andinen Synkretismus. Mitte des 20. Jahrhunderts stellte die Forscherin Grete Mostny fest, dass die Mehrheit der Lickan Antai in San Pedro de Atacama ausschließlich Spanisch sprachen, allerdings mit einem fremden Akzent. Viele beherrschten noch ein umfangreiches Vokabular, aber niemand sprach mehr flüssig Kunza. Die alte Sprache wurde mit dem Spanischen vermischt bis zum Gebrauch von hybriden Worten, zusammengesetzt aus beiden Sprachen.

## Lexika
- Claudio Pérez, Julio Vilte Vilte: Kunza. Diccionario kunza-español / español-kunza, lengua del pueblo lickan antai o atacameño. Codelco Chile, 2004. ISBN 956-8072-03-9 (online)

- Emilio F. Vaisse et al.: Glosario de la lengua atacameña. Anales de la Universidad de Chile. 1895. (online)